# Vossloh

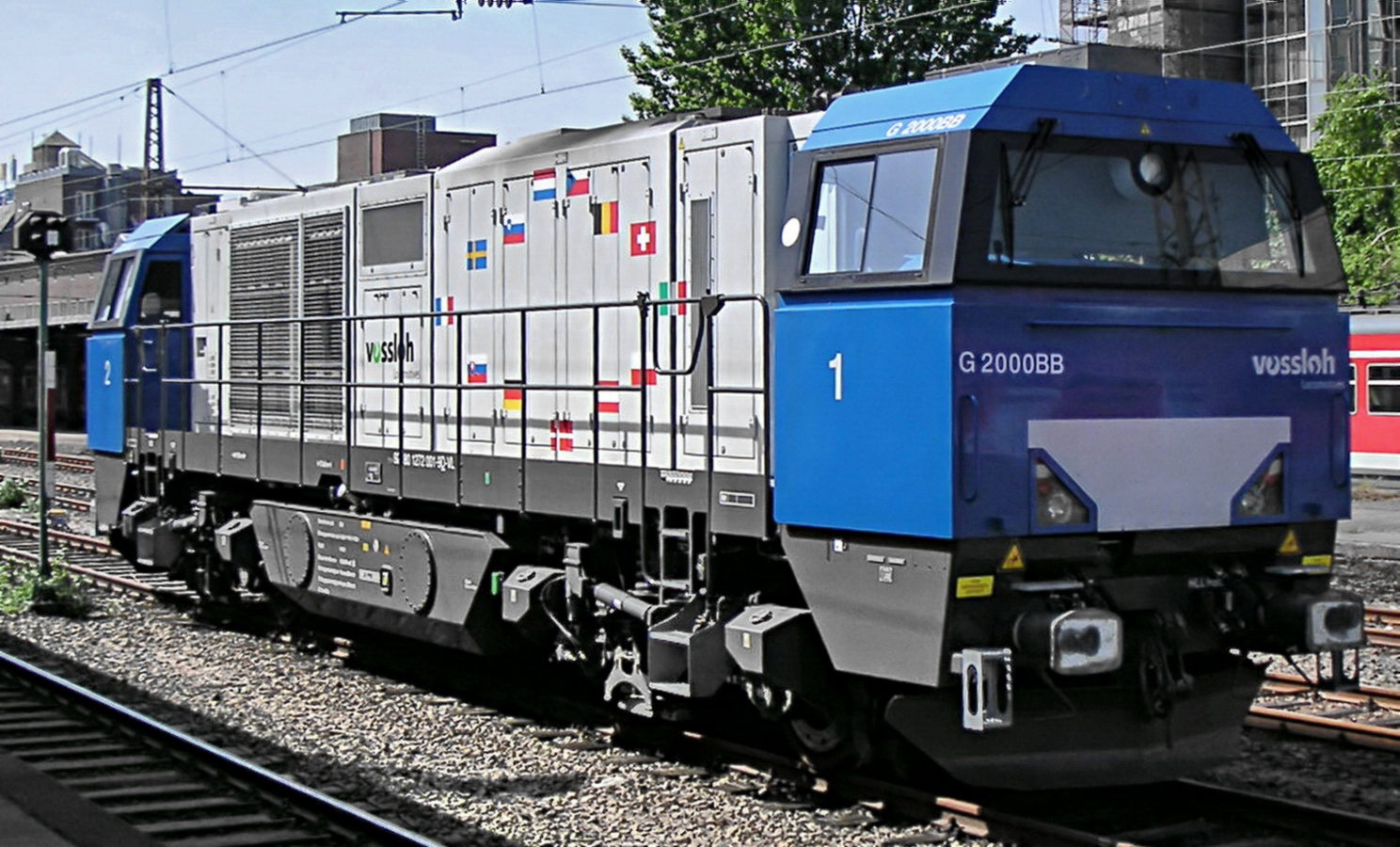
Locomotiva G.2000 per treni pesanti

La Vossloh AG è un'azienda tedesca, che costruisce materiale ferroviario, con sede a Werdohl, presso Düsseldorf.

## Storia
Le prime tracce di attività della Vossloh risalgono al 1888 quando il fondatore Eduard Vossloh ottenne dalle Reali Ferrovie Prussiane la concessione per alcune produzioni di servizi. Quello stesso anno il 11 luglio la Eduard Vossloh Werke ottiene la registrazione. La compagnia continuò a crescere durante gli anni del nuovo secolo producendo apparecchiature ferroviarie e non e dispositivi per l'illuminazione elettrica.
Nel 1945 gli impianti produttivi di Werdohl furono distrutti dai bombardamenti alleati. L'anno dopo la produzione di reattori per tubi fluorescenti venne ripresa a Lüdenscheid. A partire dal 1962 vennero aperti ulteriori stabilimenti di produzione di materiali elettrici a Selm e la Vossloh Werke aumento gli organici a 1300 operai, più ulteriori 500 nell'indotto.
Dal 1º dicembre 1989 la Vossloh-Werke GmbH si trasforma in una holding la cui attività si esplica in tre divisioni:
- Vossloh-Werke GmbH con sede a Werdohl (infrastrutture ferroviarie)
- Vossloh-Schwabe GmbH con sede a Urbach (ballast, tubi fluorescenti, componenti per illuminazione)[1]
- Hansa Metallwarengesellschaft mbH Thiessen & Hager (Oggetti d'arredamento e decorativi e coperture di protezione dal sole).

La Vossloh AG ha aumentata negli anni novanta la sua importanza con l'acquisizione di altre infrastrutture ferroviarie e aziende di engineering, acquisendo nel 1995, la Hoesch Maschinenfabrik Deutschland GmbH e la William Hegenscheidt di Erkelenz (Hegenscheidt-MFD), entrambe produttrici di macchinari per armamento ferroviario.
Nel 1997 la compagnia è stata classificata come prima alla borsa tedesca MDAX; nello stesso anno ha ceduto la divisione decorativa all'italiana Arquati S.p.A.
Il 1998 ha visto l'acquisizione della Siemens rail technology (SFT) di Kiel con cui è divenuta una delle aziende più importanti del mercato nella produzione di locomotive diesel-idrauliche assorbendo del tutto la MaK (acronimo di Maschinenbau Kiel).
Sono poi state cedute, la Vossloh Information Technologies GmbH di Kiel alla Funkwerk AG e la divisione elettrica e di illuminazione alla giapponese Matsushita Electric Works Ltd. di Osaka.
Nel 2002 la Vossloh ha assorbito il gruppo francese Cogifer, che nei suoi stabilimenti di Reichshoffen e di Fère-en-Tardenois produce apparecchi del binario (scambi e giunti di dilatazione).
Con queste operazioni la Vossloh AG si è specializzata come uno dei maggiori costruttori ferroviari a livello europeo, di locomotive diesel ed azienda del settore infrastrutturale ferroviario.
La società è divisa in due divisioni:
- Infrastrutture:
  - Vossloh Fastening Systems GmbH (dispositivi di armamento e attacco rapido rotaie)
  - Vossloh Cogifer SA (apparecchi del binario, apparecchiature di segnalamento e blocco)[3]
- Sistemi di trazione:
  - Vossloh Locomotives GmbH (La fabbrica locomotive della ex MaK), venduta nel 2019 alla cinese CRRC [4]
  - Vossloh España S.A. (produttrice della Class 67 e di altre locomotive RENFE diesel-elettriche)
  - Vossloh Kiepe GmbH (Metropolitane leggere, filobus, condizionamento)

Nel 2000 Vossloh e Angel Trains hanno costituito una partnership con due divisioni per il leasing di locomotive.
- Locomotion capital Ltd. (90% di Angel trains, 10% di Vossloh) con sede a Londra per fornitura, noleggio e gestione di mezzi di trazione.
- Locomotion Service GmbH (90% di Vossloh, 10% di Angel trains) con sede a Kiel per il servizio e la manutenzione strutturale di locomotive.

## Settore filo-tranviario
Recentemente la Vossloh è entrata nel campo filoviario con la realizzazione del jumbofilobus da 24 metri (in altri paesi detto "maxitrolleybus" o "megatrolleybus") non previsto dal Codice della strada vigente in Italia: tale mezzo, carrozzato dalla Hess e con apparato elettrico Kiepe, può trasportare fino a 200 passeggeri ed è fornito di due motori (uno elettrico e l'altro diesel). È stato provato in alcune città d'Europa, come Ginevra e Losanna.